# Emil Tischler
Emil Tischler (* 13. März 1998 in Stockerau) ist ein österreichisch-tschechischer Fußballspieler.

## Karriere

### Verein
Tischler begann seine Karriere beim SV Langenzersdorf. 2006 wechselte er zum Wiener Sportklub. 2009 kam er in die Jugend des FK Austria Wien, bei dem er später auch in der Akademie spielte. Zur Saison 2016/17 wechselte er nach Tschechien zum 1. FC Slovácko und stand dort in der drittklassigen Reservemannschaft auf dem Feld. Im April 2017 gehörte er gegen den 1. FK Příbram auch erstmals zum Kader der Profis, wurde allerdings nicht eingesetzt. Zur Saison 2018/19 wurde Tischler an den Zweitligisten FK Pardubice verliehen. Im Juli 2018 debütierte er in der FNL, als er am ersten Spieltag jener Saison gegen den MFK Vítkovice in der 66. Minute für Daniel Kovář eingewechselt wurde. Im August 2018 erzielte er bei einem 4:0-Sieg gegen den MFK Chrudim sein erstes Tor für Pardubice. Dann kehrte Tischler für ein halbes Jahr zu Slovácko B zurück, ehe wieder eine Ausleihe an Pardubice erfolgte. Davor stand er noch in zwei Pokalpartien des Erstligisten auf dem Feld und debütierte damit auch in dessen 1. Mannschaft. Im Sommer 2021 wurde er dann endgültig an den Klub abgegeben und spielte drei Jahre dort. Anschließend nahm in der Ligarivale Dynamo Budweis unter Vertrag.

### Nationalmannschaft
Tischler absolvierte 2013 ein Spiel für die österreichische U-15-Nationalmannschaft. 2016 kam er erstmals für die tschechische U-18-Auswahl zum Einsatz. Im selben Jahr spielte er auch erstmals für die U-19-Mannschaft und nahm mit dieser an der Europameisterschaft 2017 teil, dort erreichte er das Halbfinale. Im Jahr 2019 folgten jeweils noch zwei Partien bei der U-20- sowie U-21-Auswahl.